# Химна Малте
Химна Малте (малт. L-Innu Malti) је државна химна Малте. Музику је написао Роберт Самут, а текст малтешки песник Дум Карм Псаила.

## Текст
-{Lil din l-art ħelwa, l-Omm li tatna isimha,

Ħares, Mulej, kif dejjem Int ħarist:

Ftakar li lilha bl-oħla dawl libbist.

Agħti, kbir Alla, id-dehen lil min jaħkimha,

Rodd il-ħniena lis-sid, saħħa 'l-ħaddiem:

Seddaq il-għaqda fil-Maltin u s-sliem. }- 